# Гвардейский (мыс)
Гвардейский (до 1946 — нем. Rantauer Spitze) — мыс на северном берегу Самбийского (Калининградского) полуострова.

## География
Мыс расположен в северной части Калининградской области России, на северном берегу Калининградского полуострова и врезается в Балтийское море. Административно располагается в Зеленоградском районе, вблизи посёлка Заостровье. К западу от мыса располагаются города Светлогорск, Пионерский и мыс Таран, а к востоку город Зеленоградск. Мыс имеет высоту склона 8 метров. Пляж сложен валунно-глыбовым материалом, крупным галечником.

## История
До присоединения Восточной Пруссии к СССР в 1945 году, мыс носил немецкое название «Rantauer Spitze». В 1979 на мысе был построен одноимённый 40 метровый маяк дальностью видимости огня 18 миль. На мысе и ранее действовал маяк (его вышка в поврежденном виде еще находится там), но в связи с высокой вероятностью обрушения из-за активной абразии берега, он был демонтирован. Новый автоматический маяк Гвардейский был установлен на несколько сотен метров в глубь полуострова. 
В ноябре 2020 года было объявлено о строительстве на мысе 61-метровой металлической башни в рамках программы реконструкции системы управления движением судов.

## Кораблекрушение сухогруза «Anna Foret»
Сухогруз «Anna Foret» был построен в 1948 году на верфи Scotts Shipbuilding & Engineering Greenock и первоначально назывался "SULIMA". После первого переименования получил своё второе название "MANO" и уже в 1967 году при смене британского судовладельца на греческого, судно получило своё последнее название «Anna Foret». После серьезной поломки главного двигателя было продано на металлолом. Судно тянули из Испании в Финляндию. 4 декабря 1973 года (по другим данным 1972) сухогруз буксировался из Гданьска буксиром "SIGYN". В этот день на Балтике начался сильный шторм, в результате чего судно отцепилось от буксира и село на мель на мысе Гвардейский. Так как снимать сухогруз с мели оказалось нерентабельно, он так и остался постепенно разрушаться и стал местной достопримечательностью г. Пионерский. Всем он был более известен под названием «Грек». Очевидно, что местное население дало такое название кораблю потому что оно греческое.
«Anna Foret» простояла на мели до 2000-х годах, после чего окончательно разрушилась и была утилизирована. Некоторые её останки (такие как винт, якорь) можно найти на небольшой глубине.